# Diocese de Huesca
A Diocese de Huesca (em latim: Dioecesis Oscensis) é uma diocese da Igreja Católica da Espanha, sediada nas cidades de Huesca, na província de Huesca, comunidade autónoma de Aragão. Faz parte da Arquidiocese de Saragoça. Não se tem ao certo a data de fundação da diocese, ao que tudo indica o ano é 533. Em 2022 contava com uma população católica de 80 414 fiéis, sendo 94,0% da população total, e tinha 64 paróquias.

## História
A data de origem da diocese não pode ser definitivamente determinada, ao que tudo indica o ano da criação da diocese é dado como 533. Entretanto a evidência mais antiga de sua existência é a assinatura de Gabínio, Bispo de Huesca, nos decretos do Terceiro Concílio de Toledo, realizado em 589. Isidoro de Sevilha, escrevendo no século VII, menciona a presença de Elpídio, Bispo de Huesca.
Em 710 a Diocese de Huesca é suprimida devido à invasão moura que avançou em direção à cidade de Huesca. A diocese foi restaurada em 1063 em um concílio realizado em Jaca o que determinou os limites da Diocese de Huesca, que posteriormente incluiu as atuais dioceses de Huesca, Jaca e Barbastro, bem como uma parte de Lérida, e Jaca foi então feita a sede permanente da diocese com a denominação de Diocese de Huesca-Jaca. Em 1096 quando o rei PedroI  de Aragão retomou Huesca dos mouros e restaurou a sede original, permanecendo somente Huesca.  
Entre os anos de 116 a 1149 ocorreram várias trocas territoriais entre a diocese de Huesca e  Barbastro–Roda. Em 1203 ganhou parte do território da Diocese de Lérida. Em 1318 a diocese tornou-se sufragânea de Saragoça. Em 1571 a Diocese de Huesca perde território para o restauração da Diocese de Barbastro. Em 1955 houve uma troca territorial entre  diocese de Huesca e Jaca.

## Lista de bispos
A seguir uma lista de bispos da diocese desde 1099. Não se tem muito registro dos bispos anteriores a essa data.
|                  | Nome                                     | Período          | Notas                                    |
| Bispos de Huesca | Bispos de Huesca                         | Bispos de Huesca | Bispos de Huesca                         |
| ---------------- | ---------------------------------------- | ---------------- | ---------------------------------------- |
| 72º              | Pedro Aguado Cuesta, Sch.P.              | 2025-            | Atual                                    |
| 71º              | Julián Ruiz Martorell                    | 2010 - 2023      | Nomeado bispo de Sigüenza-Guadalajara    |
| 70º              | Jesús Sanz Montes, O.F.M.                | 2003 - 2009      | Nomeado arcebispo de Oviedo              |
| 69º              | Javier Osés Flamarique                   | 1977 - 2001      |                                          |
| 68º              | Lino Rodrigo Ruesca                      | 1935 - 1973      | Faleceu no cargo                         |
| 67º              | Mateo Colom y Canals, O.S.A.             | 1922 - 1933      | Faleceu no cargo                         |
| 66º              | Zacarías Martínez y Núñez, O.S.A.        | 1918 - 1922      | Nomeado bispo de Vitória                 |
| 65º              | Mariano Supervía y Lostalé               | 1895 - 1918      | Faleceu no cargo                         |
| 64º              | Vicente Alda y Sancho                    | 1888 - 1895      | Nomeado arcebispo de Saragoça            |
| 63º              | Honorio María de Onaindía y López        | 1875 - 1886      | Faleceu no cargo                         |
| 62º              | Basilio Gil y Bueno                      | 1861 - 1870      | Faleceu no cargo                         |
| 61º              | Pedro José Zarandia y Endara             | 1851 - 1861      | Faleceu no cargo                         |
| 60º              | Lorenzo Ramón Lahoz de San Blas, Sch. P. | 1833 - 1845      | Faleceu no cargo                         |
| 59º              | Eduardo María Sáenz La Guardia           | 1815 - 1832      | Faleceu no cargo                         |
| 58º              | Joaquín Sánchez Cutanda                  | 1797 - 1809      | Faleceu no cargo                         |
| 57º              | Juan Francisco Armada Araujo             | 1793 - 1797      | Faleceu no cargo                         |
| 56º              | Cayetano Peña Granada                    | 1790 - 1792      | Faleceu no cargo                         |
| 55º              | Pascual López Estaún                     | 1776 - 1789      | Faleceu no cargo                         |
| 54º              | Antonio Sánchez Sardinero                | 1743 - 1775      | Faleceu no cargo                         |
| 53º              | Plácido Bailés y Padilla, O.S.A.         | 1738 - 1742      | Nomeado bispo de Plasencia               |
| 52º              | Lucas Cuartas Oviedo                     | 1735 - 1736      | Faleceu no cargo                         |
| 51º              | Pedro Gregorio Padilla                   | 1714 - 1734      | Faleceu no cargo                         |
| 50º              | Francisco de Paula Garcés Marcilla, O.M. | 1708 - 1714      | Faleceu no cargo                         |
| 49º              | Pedro de Asensio Gregorio y Antillón     | 1686 - 1707      | Faleceu no cargo                         |
| 48º              | Ramón de Azlor y Berbegal                | 1677 - 1685      | Faleceu no cargo                         |
| 47º              | Bartolomé de Foncalda, O.S.A.            | 1671 - 1674      | Faleceu no cargo                         |
| 46º              | Fernando de Sada Azcona                  | 1654 - 1670      | Faleceu no cargo                         |
| 45º              | Esteban de Esmir                         | 1641 - 1654      | Faleceu no cargo                         |
| 44º              | Francisco Navarro de Eugui               | 1628 - 1641      | Faleceu no cargo                         |
| 43º              | Juan Moriz Salazar                       | 1616 - 1628      | Faleceu no cargo                         |
| 42º              | Berenguer Bardaxi Alagón y Espés, O.F.M. | 1608 - 1615      | Faleceu no cargo                         |
| 41º              | Diego Monreal                            | 1594 - 1607      | Faleceu no cargo                         |
| 40º              | Martín Cleriguech Caucer                 | 1584 - 1593      | Faleceu no cargo                         |
| 39º              | Pedro del Frago Garcés                   | 1577 - 1584      | Faleceu no cargo                         |
| 38º              | Diego Arnedo                             | 1572 - 1574      | Faleceu no cargo                         |
| 37º              | Pedro Agustín y Albanell                 | 1545 - 1572      | Faleceu no cargo                         |
| 36º              | Martín de Gurrea                         | 1534 - 1544      | Faleceu no cargo                         |
| 35º              | Jerónimo Doria                           | 1532 - 1534      | Faleceu no cargo                         |
| 34º              | Girolamo Doria                           | 1532 - 1533      | Nomeado administrador de Tarragona       |
| 33º              | Lorenzo Campeggio                        | 1530 - 1532      | Renunciou                                |
| 32º              | Alonso de So de Castro y Pinós           | 1519 - 1530      | Faleceu no cargo                         |
| 31º              | Juan de Aragón y Navarra                 | 1484 - 1519      | Faleceu no cargo                         |
| 30º              | Antonio de Espés                         | 1470 - 1484      | Faleceu no cargo                         |
| 29º              | Guillermo Ponce de Fenollet              | 1458 - 1469      | Faleceu no cargo                         |
| 28º              | Guillermo Siscar                         | 1443 - 1458      | Faleceu no cargo                         |
| 27º              | Hugo de Urriés                           | 1420 - 1443      | Faleceu no cargo                         |
| 26º              | Avignone Nicolai, O.P.                   | 1415 - 1421      | Nomeado bispo de Saint-Pons-de-Thomières |
| 25º              | Domingo Ram i Lanaja, C.R.S.A.           | 1410 - 1415      | Faleceu no cargo                         |
| 24º              | Jean de Tauste, O.F.M.                   | 1403 - 1410      | Nomeado bispo de Segorbe-Albarracin      |
| 23º              | Jean Bauffès                             | 1393 - 1403      | Nomeado bispo de Lérida                  |
| 22º              | Francisco Riquer y Bastero, O.F.M.       | 1384 - 1393      | Nomeado bispo de Vic                     |
| 21º              | Berenguer de Anglesola                   | 1383 - 1384      | Nomeado bispo de Girona                  |
| 20º              | Fernando Pérez Muñoz                     | 1372 - 1383      | Faleceu no cargo                         |
| 19º              | Juan Martínez                            | 1369 - 1372      | Faleceu no cargo                         |
| 18º              | Jimeno Sánchez de Ribabellosa            | 1364 - 1368      | Faleceu no cargo                         |
| 17º              | Bernado Folcaut                          | 1362 - 1364      | Nomeado bispo de Pamplona                |
| 16º              | Guillem de Torrelles                     | 1357 - 1361      | Nomeado bispo de Barcelona               |
| 15º              | Pedro Amariz Clasquerin                  | 1348 - 1357      | Nomeado arcebispo de Tarragona           |
| 14º              | Gonzalo Zapata                           | 1345 - 1348      | Faleceu no cargo                         |
| 13º              | Bernat Oliver, O.E.S.A.                  | 1337 - 1345      | Nomeado bispo de Barcelona               |
| 12º              | Pedro de Urrea                           | 1328 - 1337      | Faleceu no cargo                         |
| 11º              | Gastón de Montcada                       | 1324 - 1328      | Nomeado bispo de Girona                  |
| 10º              | Martín Oscabio, O.F.M.                   | 1313 - 1324      | Faleceu no cargo                         |
| 9º               | Martín López de Azlor                    | 1300 - 1313      | Faleceu no cargo                         |
| 8º               | Ademaro, O.P.                            | 1290 - 1300      | Faleceu no cargo                         |
| 7º               | Jaime Sarroca, O.de M.                   | 1274 - 1290      | Faleceu no cargo                         |
| 6º               | García Pérez de Zuazo                    | 1271 - 1273      | Faleceu no cargo                         |
| 5º               | Domingo de Sola                          | 1253 - 1269      | Faleceu no cargo                         |
| 4º               | Vidal de Canellas                        | 1237 - 1252      | Faleceu no cargo                         |
| 3º               | García de Gúdal                          | 1201 - 1236      | Faleceu no cargo                         |
| 2º               | Dodô                                     | 1134 - 1160      | Faleceu no cargo                         |
| 1º               | Esteban                                  | 1099 - 1130      | Faleceu no cargo                         |